# Favières (Meurthe-et-Moselle)
Favières is een gemeente in het Franse departement Meurthe-et-Moselle (regio Grand Est) en telt 501 inwoners (1999). De plaats maakt deel uit van het arrondissement Toul.

## Geografie
De oppervlakte van Favières bedraagt 29,6 km², de bevolkingsdichtheid is 16,9 inwoners per km².
De onderstaande kaart toont de ligging van Favières (Meurthe-et-Moselle) met de belangrijkste infrastructuur en aangrenzende gemeenten.

## Demografie
De figuur toont het verloop van het inwonertal (bron: INSEE-tellingen).